# Климент VII
Климент VII (на латински: Clemens PP. VII), роден като Джулио Дзанòби ди Джулиàно де Мèдичи (на италиански: Giulio Zanobi di Giuliano de' Medici; * 26 май 1478, Флоренция, Флорентинска република; † 25 септември 1534, Рим, Папска държава), член на влиятелното флорентинско семейство Медичи, е кардинал от 1513 до 1523 г. и 219-тият папа на Католическата църква от 19 ноември 1523 г. до смъртта си.
Смятан за „най-нещастният от папите“, управлението на Климент VII е белязано от бърза поредица от политически, военни и религиозни борби – много от които са в процес на създаване, които имат далечни последици за християнството и световната политика.
Избран през 1523 г. в края на Италианския ренесанс, Климент VII идва на папския престол с висока репутация на държавник. Той е служил отлично като главен съветник на братовчед му папа Лъв X (1513 – 1521), на папа Адриан VI (1522 – 1523) и похвално като гран маестро на Флоренция (1519 – 1523). Поемайки лидерството във време на криза, с разпространението на Протестантската реформация, с Църквата пред банкрут и с големите чуждестранни армии, нахлуващи в Италия, Климент първоначално се опитва да обедини християнския свят, като сключва мир между многото християнските лидери, които тогава са в конфликт. По-късно се опитва да освободи Италия от чужда окупация, вярвайки, че това застрашава свободата на Църквата.
Сложната политическа ситуация от 1520-те г. осуетява усилията му. Той наследява безпрецедентни предизвикателства: 
- Протестантската реформация на Мартин Лутер в Северна Европа
- огромната борба за власт в Италия между двамата най-могъщи крале в Европа – императорът на Свещената Римска империя Карл V и кралят на Франция Франсоа I, всеки от които изисква от папата да избере страна
- турските нашествия в Източна Европа, водени от Сюлейман Великолепни
- спорният развод на английския крал Хенри VIII с Катерина Арагонска, което води до отцепването на Англия от Католическата църква
- влошаване на отношенията с император Карл V, което води до насилственото разграбване на Рим през 1527 г., по време на което Климент е затворен.

След като бяга от затвора в Кастел Сант Анджело, Климент, с малко оставащи икономически, военни или политически възможности, компрометира независимостта на Църквата и Италия, като се съюзява с бившия си „тъмничар“ Карл V.
За разлика от измъчения си понтификат Климент VII е уважаван като личност и е благочестив, притежаващ „достойно благоприличие на характера“, „велики придобивки, както теологични, така и научни“, както и „изключително адресиране и проникновение – Климент VII, в по-ведри времена, можеше да управлява папската власт с висока репутация и завиден просперитет. Но с цялото си дълбоко вникване в политическите дела на Европа Климент изглежда не е разбрал променената позиция на папата“ по отношение на нововъзникващите европейски национални държави и протестантството.
Климент оставя значително културно наследство в традицията на Медичите. Той поръчва произведения на изкуството на Рафаело Санцио, Бенвенуто Челини и Микеланджело Буонароти, включително „Страшния съд“ на Микеланджело в Сикстинската капела. По въпросите на науката Климент VII е най-известен с това, че през 1533 г. одобрява теорията на Николай Коперник, че Земята се върти около Слънцето – 99 години преди процеса срещу Галилео Галилей за ерес за подобни идеи.

## Произход
Джулио де Медичи е извънбрачен и впоследствие узаконен син на Джулиано де Медичи (* 1453; † 1478), флорентински политик, поет, съвладетел де факто на Флорентинската република заедно с брат си Лоренцо Великолепни, и на метресата му Фиорета Горини. Той е единствено дете.
Родителите му не са женени, но през 1513 г. Медичите са упълномощени да обявят, че са сгодени и така детето не е обявено за извънбрачно и незаконородено. През 1513 г. той е узаконено от папа Лъв X, братовчед на баща му. 

## Биография

### Начални години и образование
Месец преди раждането му 24-годишният му баща е убит на 26 април 1478 г. в Заговора на Паци. Чичо му Лоренцо Великолепни го поверява на грижите на Антонио да Сангало Стари – негов кръстник, при когото Джулио остава първите седем години от живота си. След това Лоренцо Великолепни го отглежда като един от собствените си синове, заедно с децата си Джовани (бъдещият папа Лъв X), Пиеро и Джулиано. Образован в Палацо „Медичи“ във Флоренция от хуманисти като Анджело Полициано и редом с вундеркинди като Микеланджело, Джулио става завършен музикант.  Като личност се смята за срамежлив, а като външен вид – за красив.
Естествената наклонност на Джулио е към духовенството, но неговата нелегитимност не му позволява да заема високопоставени позиции в Църквата. Така че Лоренцо Великолепни му помага да изгради кариера като военен. Той е записан сред Хоспиталиерите, но също така става Велик приор на Капуа. През 1492 г., когато Лоренцо Великолепни умира и Джовани де Медичи поема длъжността на кардинал, Джулио се намесва повече в църковните дела. Той изучава канонично право в Пизанския университет и придружава Джовани на конклава през 1492 г., където Родриго Борджия е избран за папа Александър VI.
След неуспехите на първородния син на Лоренцо Великолепни, Пиеро II Злочестия, Медичите са изгонени от Флоренция през 1494 г. През 1495 г., поради народни въстания срещу братовчед му Пиеро II Злочестия, Джулио де Медичи бяга от Флоренция, за да намери убежище първо в Болоня, след това в Питиляно, Чита ди Кастело и Рим, където живее дълго време като гост на своя братовчед кардинал Джовани, бъдещият папа Лъв X. В следващите шест години кардинал Джовани и Джулио се скитат из Европа заедно – два пъти са арестувани: първо в Улм, Германия, а по-късно в Руан, Франция. Всеки път Пиеро II Злочестият ги спасява. През 1500 г. и двамата се завръщат в Италия и съсредоточават усилията си върху възстановяването на семейството си във Флоренция. И двамата присъстват в битката при Равена през 1512 г., където кардинал Джовани е заловен от французите, но Джулио успява да избяга; това кара Джулио да стане емисар на папа Юлий II. Същата година, със съдействието на папа Юлий II и испанските войски на Фердинанд Арагонски, Медичите си възвръщат контрола над Флоренция.

### Предполагаемо бащинство на Алесандро де Медичи
През 1510 г., докато Медичите живеят близо до Рим, прислужница в тяхното домакинство, идентифицирана в документите като Симонета да Колевекио, забременява и ражда Алесандро де Медичи. Наречен „Мавърът“ поради тъмния си тен, Алесандро е официално признат за незаконен син на Лоренцо II де Медичи, но по онова време и до ден днешен различни учени предполагат, че той е незаконен син на Джулио де Медичи. Подозрението, че херцогът на Флоренция Алесандро де Медичи е негов син, първоначално е отречено от историка и експерт по Медичите Алфред фон Реймон. Обикновено добре информираният кардинал Гаспаро Контарини твърди, че Алесандро е син на Лоренцо II де Медичи, херцог на Урбино. Но съвременните учени и историци обръщат повече внимание на хипотезата за бащинството на Климент. По-специално Лудвиг фон Пастор вярва, че папата се е поддал няколко пъти на плътското желание, когато е бил кардинал, а не след избирането му за папа. Истината за неговия произход остава неизвестна и се обсъжда.

### Архиепископ и кардинал

#### При папа Лъв X
Джулио де Медичи се появява на световната сцена през март 1513 г., на 35-годишна възраст, когато неговият братовчед Джовани де Медичи е избран за папа с името Лъв X. Лъв X царува до смъртта си на 1 декември 1521 г.
„Учен, умен, почтен и трудолюбив“: репутацията и отговорностите на Джулио де Медичи нарастват с бързи темпове, необичайни дори за Ренесанса. В рамките на три месеца след избирането на Лъв X той е обявен за архиепископ на Флоренция (9 май 1513 г.) от своя братовчед – папата, който си връща града, като побеждава френските войски, съюзени с флорентинските републиканци. На 14 август Джулио влиза във Флоренция. След смъртта на племенника му Лоренцо II де Медичи, херцог на Урбино, той става господар на града, и като архиепископ, и като управител. Доказва се като опитен държавник. Въпреки че често получава дипломатически задачи и мисии от името на папата, никога не пренебрегва своята архиепископия и със съдействието на своя генерален викарий Пиетро Андреа Гамаро поисква да опознае, чрез индивидуални инвентаризации, ситуацията на всички църкви под негова юрисдикция. През 1517 г. организира синод на всички епархийски клирици.
През есента на 1513 г. всички пречки пред неговото постигане на най-високите длъжности в Църквата са премахнати с папска диспенсация, обявяваща раждането му за законно. В него се посочва, че родителите му са били сгодени – на латински: per sponsalia de presenti (т.е. „омъжени според думата на присъстващите“). Независимо дали това е вярно или не, това позволява на Лъв X да го направи кардинал по време на първата папска консистория на 23 септември 1513 г. На 29 септември той е назначен за кардинал дякон на Санта Мария ин Доминика - позиция, която е освободена от папата. След това му назначение започва неговият възход, характеризиращ се с голямо богатство от църковни служби и с много деликатна роля в папската политика. 
Репутацията на кардинал Джулио по време на управлението на Лъв X е записана от съвременника му Марко Минио, венециански посланик в папския двор, който пише в писмо до венецианския сенат през 1519 г.: „Кардинал де Медичи, кардиналският племенник на папата, който не е законен, има голяма власт пред папата; той е човек с голяма компетентност и много голям авторитет; все пак знае да живее с папата, нито пък прави нищо важно, без първо да се консултира с папата. Но той се връща във Флоренция, за да управлява града.“

##### Държавничество
Въпреки че кардинал Джулио не е официално назначен за вицеканцлер (втори в командването) на Църквата до 9 март 1517 г., на практика Лъв X управлява в партньорство със своя братовчед от самото начало. Първоначално неговите задължения са съсредоточени главно върху управлението на църковните дела във Флоренция и в развитието на  международните отношения. Сред действията му е опитът за сключване на съюз с Англия, за да помогне на Лъв X да се противопостави на хегемонистичните цели на Франция и Испания. Поради тази причина през януари 1514 г. английският крал Хенри VIII го назначава за кардинал протектор на Англия. На следващата година френският крал Франсоа I го номинира за архиепископ на Нарбон, а през 1516 г. го назначава за кардинал протектор на Франция. В сценарий, типичен за независимото мислене на кардинал Джулио, съответните крале на Англия и Франция, признавайки конфликт на интереси в това, че Джулио защитава двете страни едновременно, оказват натиск върху него да напусне другия си протекторат, но за техен ужас той отказва.
Външната политика на кардинал Джулио е оформена от идеята за свободата на Италия, която има за цел да освободи Италия и Църквата от френско и имперско господство. Това става ясно през 1521 г., когато личното съперничество между крал Франсоа I и императора на Свещената Римска империя Карл V прераства във война в Северна Италия. Франсоа I очаква Джулио, кардиналът протектор на Франция, да го подкрепи, но Джулио възприема краля като заплаха за независимостта на Църквата - по-специално контрола на Църквата над Ломбардия и използването на Болонския конкордат, за да контролира Църквата във Франция. По това време Църквата иска император Карл V да се бори с Лутеранството, което тогава се разраства в Германия. Така кардинал Джулио договаря съюз от името на Църквата, за да подкрепи Свещената Римска империя срещу Франция. Същата есен Джулио помага да ръководи победоносна имперско-папска армия над французите в Милано и Ломбардия. Докато стратегията му за изместване на съюзи, за да освободи Църквата и Италия от чуждо господство, се оказва катастрофална по време на управлението му като папа, по време на управлението на Лъв X тя умело поддържа баланса на силите сред конкуриращите се международни фракции, опитващи се да повлияят на Църквата.
Джулио де Медичи води множество въоръжени конфликти като кардинал. Коментирайки това, неговият съвременник Франческо Гуичардини пише, че кардинал Джулио е по-подходящ за оръжието, отколкото за свещеничеството. Той служи като папски легат в армията в кампания срещу Франсоа I през 1515 г. заедно с Леонардо да Винчи.
Основната характеристика на политиката му от този период е търсенето на баланс между християнските владетели и свикването на Петия латерански събор (1512-1517), по време на който се интересува от борбата срещу ересите. Междувременно, като кардинал дякон, той е обявен за кардинал презвитер на дякония Сан Клементе (26 юни 1517 г.), а след това и на Сан Лоренцо ин Дамазо.
На 9 март 1517 г. е назначен за вицеканцлер на Светата римска църква – позиция, която му дава възможност да провери дипломатическите си качества. В деликатната задача той показва сериозно поведение спрямо своя светски и разпуснат братовчед. Докато се опитва да организира кръстоносен поход срещу турците, който Лъв X смята за абсолютно необходим, той трябва да реши два проблема: протеста на Мартин Лутер и наследяването на империята, която след Максимилиан I попада в ръцете на неговия племенник Карл, бивш крал на Испания. През 1520 г. като архиепископ на Флоренция подкрепя преговорите за създаването на Епархия Сансеполкро, която е издигната от папа Лъв X на 17 септември.  

##### Постижения
Другите начинания на кардинал Джулио от името на папа Лъв са също толкова успешни, така че „той имаше заслугата да бъде основният двигател на папската политика през целия понтификат на Лъв“. През 1513 г. той е член на Петия латерански събор, на който е възложена задачата да излекува разкола, причинен от Концилиаризма (реформаторско движение в Католическата църква от 14, 15 и 16 век, което твърди, че върховната власт в Църквата се намира на Вселенски събор, отделно от или дори срещу папата).
През 1515 г. неговият „най-значим акт на църковно управление“ регулира пророческото проповядване по начина на Джироламо Савонарола. По-късно той организира и председателства Флорентинския синод от 1517 г., където става първият член на Църквата, който прилага реформите, препоръчани от Петия латерански събор. Те включват забрана на свещениците да носят оръжие, да посещават таверни и да танцуват провокативно, като същевременно ги призовават да посещават седмична изповед. По същия начин артистичното покровителство на кардинал Джулио е будещо възхита (напр. поръчаните от него „Преображение“ на Рафаело и „Параклисът на Медичите“ на Микеланджело, наред с други творби), особено заради това, което златарят Бенвенуто Челини по-късно нарича „отличен вкус“.

#### Гран Маестро на Флоренция
Кардинал Джулио управлява Флоренция между 1519 и 1523 г., след смъртта на нейния граждански владетел Лоренцо II де Медичи през 1519 г. Там „му бе позволено да поеме почти автократичен контрол над държавните дела“ и „направи много, за да постави обществените интереси на твърда и практична основа“.Президентът на САЩ Джон Адамс по-късно характеризира управлението на Джулио във Флоренция като „много успешно и пестеливо“. Адамс отбелязва, че кардиналът е „намалил дейността на магистратите, изборите, служебните обичаи и начина на изразходване на обществени средства по такъв начин, че това предизвикало голяма и всеобща радост сред гражданите“.  След смъртта на папа Лъв X през 1521 г. Адамс пише, че е имало „готова склонност във всички главни граждани [на Флоренция] и всеобщо желание сред хората да запазят държавата в ръцете на кардинал де Медичи; и цялото това щастие произтича от неговото добро управление, което след смъртта на херцог Лоренцо е било всеобщо приемливо“. 

#### При папа Адриан VI
Когато папа Лъв X умира на 1 декември 1521 г., от кардинал Джулио се очаква да го наследи, но вместо това, по време на конклава от 1522 г., Колегията на кардиналите избира компромисен кандидат – Адриан VI от Нидерландия. Защо се случва това пише историкът Пол Стратерн: „беше общоизвестно, че [кардинал Джулио] бе най-способният съветник на Лъв X, както и мениджър на финансовите дела на папата. Фактът, че Лъв X нехайно пренебрегна съветите на братовчед си толкова много пъти, бе широко считано за отговорно за тежкото положение на папството, а не влиянието на кардинал Джулио де Медичи. Напротив, кардинал Джулио изглеждаше, че е всичко, което Лъв X не беше: той беше красив, внимателен, здрав и надарен с добър вкус. Въпреки това мнозина останаха непоколебими в опозицията си срещу неговата кандидатура.“ В конклава кардинал Джулио контролира най-големия избирателен блок, но враговете му принуждават изборите да стигнат до задънена улица. Сред тях са кардинал Франческо Содерини – флорентинец, чието семейство е загубило битка за власт от Медичите „и таеше злост“, кардинал Помпео Колона – римски благородник, който сам иска да стане папа, и група френски кардинали, които „не искаха да забравят предателството на Лъв X към техния крал“.
Осъзнавайки, че кандидатурата му е застрашена, „кардинал Джулио сега избра да направи проницателен тактически ход. Той скромно заяви, че е недостоен за такъв висок пост; вместо това той предложи малко известния фламандски учен кардинал Адриан Дедел, аскет и дълбоко духовен човек, който е бил наставник на императора на Свещената Римска империя Карл V. Кардинал Джулио бе сигурен, че кардинал Дедел ще бъде отхвърлен на основание неговата неизвестност, липсата му на политическа експертиза и факта, че не е италианец. Безкористното предложение, направено от кардинал Джулио де Медичи, би показало на всички, че той всъщност е идеалният кандидат. Но този ход има лош ефект – блъфът на кардинал Джулио бе приет и кардинал Адриан Дедел бе избран за папа Адриан VI.“ По време на 20-месечното си папство Адриан VI „изглежда много да цени мнението на кардинал Медичи... И всички други кардинали бяха държани ясно на една ръка разстояние.“ По този начин кардинал Джулио „притежаваше страхотно влияние“ през цялото управление на Адриан Разделяйки времето си между Палацо Медичи във Флоренция и Палацо дела Канчелерия в Рим, кардинал Джулио „живее там, както се очаква да живее един щедър Медичи, покровител на художници и музиканти, защитник на бедните, щедър домакин“.

##### Заговор за убийство от 1522 г.
През 1522 г. започват да се въртят слухове, че кардинал Джулио – без законни наследници да управлява Флоренция – планира да абдикира от управлението на града и „да остави управлението свободно на хората“. Когато става ясно, че тези слухове са неверни, фракция от предимно елитни флорентинци замисля заговор да го убие и след това да постави собствено правителство под неговия „велик противник“, кардинал Франческо Содерини. Содерини насърчава заговора, увещавайки както Адриан, така и Франсоа I от Франция да атакуват Джулио и да нападнат съюзниците му в Сицилия. Това не се случва. Вместо да скъса с Джулио, Адриан кара кардинал Содерини да бъде хвърлен в затвора. След това главните заговорници са „обявени за бунтовници“, а някои са „заловени и обезглавени; с което Джулио отново бе осигурен [като лидер на Флоренция]“.

### Папа

#### Избор за папа
На 3 август 1523 г. дипломатическата работа на Джулио приключва: съюзът между папството и Карл V е ратифициран. Малко след това, през септември 1523 г., папа Адриан VI умира. Отново започва конклав. Два месеца преминават в преговори, подкупи и обещания. Кардиналите Содерини и Помпео Колона са подкрепени от френския крал Франсоа I и всички френски кардинали са на тяхна страна. За избора на Джулио де Медичи обаче се обявяват английският крал Хенри VIII и императорът на Свещената Римска империя Карл V. Кардинал Джулио преодолява съпротивата на френския крал  и накрая успява да бъде избран за папа на следващия конклав на 19 ноември 1523 г. в Апостолическия дворец. На конклава, който е открит на 1 октомври, присъстват 32 кардинали. След избирането си де Медичи приема папското име Климент VII. Той е коронясан на 26 ноември. Избран само на 45-годишна възраст, след него нито един кандидат не става папа на по-млада възраст.
Времето, в което Джулио де Медичи става папа, е много размирно. От една страна християнството е застрашено от  турския султан Сюлейман Великолепни, заел целия Балкански полуостров и се е разпрострял до Унгария. От друга страна Протестантството набира сили и последователи. Папа Климент VII носи на папския трон висока репутация за политически способности и всъщност притежава всички постижения на хитър дипломат. Но неговите съвременници го смятат за светски и безразличен към предполагаемите опасности на Протестантската реформация.
При изкачването си на престола Климент VII изпраща архиепископа на Капуа Николаус фон Шьонберг при кралете на Франция, Испания и Англия, за да сложи край на Италианската война (1521 – 1526). Ранен доклад от протонотария Марино Асканио Карачоло до императора гласи: „Тъй като турците заплашват да завладеят християнските държави, той смята, че негово първо задължение като папа е да постигне общ мир на всички християнски князе, и той моли императора, като първороден син на Църквата, да му помогне в това благочестиво дело.“ Но опитът на папата се проваля.

#### Църковно управление

##### Връзки с германската църква
Въпреки отлъчването на Мартин Лутер от папа Лъв X през 1521 г. Реформацията се разпространява все повече в Германия. На втората диета в Нюрнберг през февруари 1524 г. германските държави ратифицират Едикта от Вормс като закон на империята, като обаче обещават на папския легат, кардинал Лоренцо Кампеги, да го прилагат само в границите на възможното; те поискват и свикване на народен събор, като предлагат той да се проведе в Шпайер същата година. И папата, и императорът отхвърлят предложението.

##### Англиканска схизма
Климент VII е толкова внимателен към италианската и европейската политика, че пренебрегва и подценява протестантското движение, особено английското. Английският крал Хенри VIII няма мъжки наследник (единствената му дъщеря е принцеса Мария) и той обвинява съпругата си Катерина Арагонска за това. След многобройни връзки с придворни дами той се влюбва в Ан Болейн, една от най-красивите дами на времето. Кралят започва да търси начини да анулира брака си с Катерина. Той твърди, че липсата на мъжки наследници е резултат от факта, че след като се е оженил за вдовицата на брат си, той е извършил неугодно на Бога дело. Бракът с Катерина е сключен със специално разрешение от папа Юлий II; кралят твърди, че то не е валидно и че следователно самият брак не е валиден. През 1527 г. Хенри VIII моли Климент VII да анулира брака. Климент VII се колебае, тъй като не иска да си влоши отношенията с император Карл V (Катерина е негова леля) и накрая отказва. Всъщност според каноничното право папата не може да анулира брака поради предварително отстранена канонична пречка. В действителност отказът на папата има чисто политически причини: Катерина Арагонска всъщност е леля на император Карл V.
Независимо от папската забрана през януари 1533 г. Хенри VIII се жени за Ан Болейн, а през май същата година предишният му брак с Катерина Арагонска е официално обявен за невалиден от архиепископа на Кентърбъри. След няколко месеца, на 7 септември 1533 г. Ан не дава на Хенри така желания син, а ражда принцеса Елизабет. Хенри обаче е отлъчен от Църквата и папата продължава да счита за законен само брака му с Катерина. Година по-късно Хенри VIII обнародва Закона за върховенството, гласуван от Парламента на 3 ноември 1534 г.: актът обявява краля за върховен и единствен глава на Англиканската църква, като му приписва онази духовна власт, която до тази дата е била изключителен прерогатив на папата. Томас Мор, велик хуманист и експерт юрист, отказва да приеме разпоредбата под клетва и да признае новия брак на краля с относителния ред на наследяване на трона. Той е осъден на смърт за държавна измяна.
Схизмата вече е в разгара си. Всички плащания, преди плащани на папата, сега са плащани на короната. Парламентът изключва принцеса Мария от наследяването на трона в полза на дъщерята на Ан Болейн с надеждата за бъдещ мъжки наследник. Библията е преведена на английски, на свещениците е разрешено да се женят, а мощите на светците са разбити на парчета.

##### Други решения
На 17 декември 1524 г. с булата Inter sollicitudines et coram nobis Климент VII обявява юбилей за следващата година. Папата лично отваря Светата врата. Но активността на поклонниците е слаба поради войните, страха от турското настъпление и селския бунт в Германия. Освен това през август 1525 г. избухва нова чумна епидемия.
През 1528 г. папата одобрява Ордена на малките братя капуцини, а през 1530 г. – този на редовите клирици на Св. Павел (наречени „Варнабити“).

#### Отношения с християнските монарси

##### Втора свещена лига
Една от първите инициативи на новия папа е да пледира за мир между християнските владетели. Крайната цел на Климент VII е християнските крале да се съюзят помежду си в широка коалиция срещу турския султан Сюлейман, който нахлува на Балканска Европа. По този начин той се опитва да уреди примирието между краля на Франция Франсоа I и император Карл V, които са във война помежду си от 1521 г. (този ход също е причинен от загриженост за неговата Флоренция). Между двете европейски сили, до 1525 г. папата застава на страната на Франция, която през октомври 1524 г. завладява Миланското херцогство. Климент VII сключва съюз с краля на Франция и с Република Венеция (между края на 1524 и 1525 г.) срещу Карл V. Но когато Франция е победена от имперската армия в битката при Павия, папата отново се обръща към Карл V, подтикнат към избора от германеца Николо Шомберг, архиепископ на Капуа.
Климент VII извършва друга политическа промяна през май 1526 г., когато създава Свещена лига срещу императора (Лига от Коняк или Втора свещена лига). Подготвителните срещи с френския крал са ръководени от апостолическия датарий Джан Матео Джиберти. Пактът е сключен на 22 май 1526 г. в Коняк сюр ла Шарант. Участват Климент VII, Франсоа I, Флоренция, Венеция и Франческо II Сфорца. Целта на лигата е да освободи Италия от императора. Конфедератите се принуждават да съберат 2500 кавалеристи, 3000 коне и 30 000 пехотинци; Франсоа I трябва да изпрати армия в Ломбардия и друга в Испания, докато венецианците и папата трябва да нахлуят в Неаполитанското кралство с флота от 28 кораба. След като прогони испанците от Неапол, папата трябва да постави италиански принц на неаполитанския трон, който трябва да плаща на краля на Франция годишна такса от 75 000 флорина. Франсоа I никога не се придържа към споразуменията и през цялата 1526 г. не участва в операциите, предпочитайки да преговаря директно с Карл V за откупа на двамата му сина, дадени като заложници след Мадридския договор (1526 г.).
Папата, виждайки, че съюзниците не спазват пактовете, сключва отделно примирие от осем месеца с императора. След осем месеца императорът подновява войната. Неговата армия, командвана от Георг фон Фрундсберг и Шарл III дьо Бурбон, не успява да форсира отбраната на Милано. Войските, ядосани от липсата на плащания, заплашват на няколко пъти своите командири, които решават да се откажат от Милано и да се насочат към Централна Италия в търсене на плячка. На 7 март фон Фрундсберг, страдащ от сърдечен удар, трябва да изостави командването, което преминава изцяло у Шарл III дьо Бурбон. На 31 март 1527 г. армията пресича река По, слиза към Болоня и през Апенините пристига в Тоскана. Войските на Свещената лига, командвани от Франческо Мария I дела Ровере и маркиза на Салуцо, се разположагат на лагер близо до Флоренция, за да защитят града от нахлуващата армия, но тя извършва обходна маневра: прекосява територията на Арецо, тази на Сиена, след което се насочва към Рим. По пътя имперските войски опустошават Акуапенденте и Сан Лоренцо але Гроте, окупират Витербо и Роичильоне. На 5 май нашествениците пристигат под стените на Рим, защитавани от доста намалена милиция, командвана от Ренцо да Чери (Лоренцо Орсини). До края на деня са избити 8000 души, а на другия ден започва разграбването на Рим.
Германските войници, които се движат след армията на императора, се оказват извън неговия контрол. При пристигането си в Рим т. нар. ландскнехти са изтощени, зле въоръжени и опустошени от чумата, която започва да се разпространява и сред римляните. Пълководецът Шарл III дьо Бурбон загива по време на атаката на града и всяка бойна група управлява операциите самостоятелно. Ландскнехтите, предимно протестанти, са ядосани от дългата експедиция, за която не им е платено, и водени от омраза срещу Католическата църква, нападат Рим. След обсада, станала безполезна поради липсата на оръдия, поради случайна ситуация, императорските войски успяват да проникнат от северния бряг на река Тибър. Нападението срещу стените на квартал „Борго“ започва сутринта на 6 май 1527 г. и се концентрира между Яникул и Ватикана. За да бъде пример за своите последователи, Шарл III дьо Бурбон е сред първите, които атакуват, но докато се катери по стълба, е прострелян смъртоносно от топка аркебуз. Смъртта му увеличава устрема на нападателите, които с цената на големи загуби успяват да влязат в града. Когато Шарл III пада, Филибер дьо Шалон, принц на Оранж застава начело.
Изпадналите извън контрол войници напълно опустошават града. По време на нападението Климент VII, който не се е предава, когато те пристигат, се оттегля да се моли в личния си параклис. Когато разбира, че градът е изгубен, той намира убежище в Кастел Сант Анджело заедно с кардиналите, другите прелати на Курията и някои слуги и Седиари, благодарение на жертвата на швейцарската гвардия, която го защитава с цената на живота си. По същия повод се жертват и ръководители и ученици на Колеж „Капраника“ и оттогава колежът придобива титлата "Almo". Грабежът става още по-жесток от факта, че нападателите принадлежат към лутеранската религия, дотолкова че самият император е натъжен от това: може би поради тази причина неговата коронация, няколко години по-късно, е отпразнувана в Болоня – вторият град на Папската държава, опасявайки се от реакцията на римляните. Междувременно хиляди хора са измъчвани, обезобразени, изнасилени. Разграбени са църкви, манастири и дворци. Обсадата на крепостта продължава 5 седмици. Условие, за да бъде вдигната, е Климент VII да се откаже от огромни папски територии. Самият той остава като затворник в Сант Анжело. 

На 5 юни папата е пленен. На 26 ноември споразуменията с императора са ратифицирани: като гаранция той получава „шестима заложници, пристанищата на Остия и Чивитавекия и градовете Форли и Чивита Кастелана. През декември папата е освободен с обещанието за плащане на голямо обезщетение. Той трябва да плати на Принца на Оранж 400 хил. дуката, от които 100 хил. веднага, а останалите в рамките на три месеца; договорена е и предоставянето на Парма, Пиаченца и Модена. Климент VII, за да избегне съобразяването с условията, наложени от императора, напуска Рим на 7 декември, преоблечен като слуга, и на 16 декември 1527 г. намира подслон в запуснатия епископски дворец в Орвието, а и по-късно и във Витербо. В Орвието пристига пратеник на английския крал Хенри VIII, който иска от папата да анулира брака му с Катерина Арагонска. Климент VII се колебае, тъй като не иска да си влоши отношенията с император Карл V (Катерина е негова леля). Години по-късно Хенри, ядосан за колебанието на Климент VII да анулира брака му с Катерина, отделя Английската църква от Римокатолическата и я присъединява към протестантството.
По време на половингодишното си лишаване от свобода през 1527 г. Климент VII си пуска брада в знак на траур за разграбването на Рим. Това е в противоречие с католическото канонично право, което изисква свещениците да бъдат гладко избръснати, но има за прецедент брадата, която папа Юлий II носи в продължение на девет месеца през 1511–1512 г. в знак на траур за папския град Болоня. За разлика от Юлий II обаче Климент запазва брадата си до смъртта си през 1534 г. Неговият пример в носенето на брада е последван от неговия наследник Павел III и от 24 папи след него, до Инокентий XII, който умира през 1700 г. По този начин Климент е неволният създател на мода, продължила повече от век.

##### Мир с Карл V
Император Карл V изпраща пратеници при папата, за да компенсира за епизода. Климент в крайна сметка, без да го държи пряко отговорен, му прощава. На 29 юни 1529 г. е сключен мирът от Барселона, според условията на който папата на 24 февруари 1530 г. коронясва Карл V за император в Болоня в знак на помирение между папството и империята. Карл се ангажира да възстанови господството на фамилията Медичи (на която самият папа е член) във Флоренция, като разпуска Флорентинската република и предоставя Бургундия на Франсоа I, който в замяна обещава да не се интересува от италианските дела. Флоренция е предадена на Алесандро де Медичи (извънбрачен син на Лоренцо Великолепни), който се жени а зМаргарита Пармска, извънбрачна дъщеря на Карл V.
С проблемите на реформите, изгарящи Германия, императорът не се мести от столицата си, и с турците, които бушуват дори на бреговете на Лацио, папата се сближава с Франция. Карл V, с намерението да разруши новото приятелство, предлага на папата съюз на всички Италиански държави срещу турците и му предлага да свика събор за умиротворяване на Германия. Климент VII приветства предложението за лига, но не приема  предложението на събора, страхувайки се да предостави оръжие на противниците си. Единственото нещо, което той е готов да признае, е тайно споразумение, осветено с була от 24 февруари 1533 г., в което папата се задължава да свика събора на дата, която предстои да бъде определена.

##### Брак на Катерина де Медичи
През 1533 г. Климент жени роднината си Катерина де Медичи, дъщеря на херцога на Урбино и де факто господар на Флоренция Лоренцо II де Медичи, за бъдещия крал на Франция Анри II, син на крал Франсоа I. Поради заболяване, преди да замине за Марсилия за сватбата, Климент издава була на 3 септември 1533 г., даваща инструкции какво да прави, ако умре извън Рим. Сватбената церемония се състои в църква „Сен Фереол лез Огостен“ на 28 октомври 1533 г. и е ръководена от самия Климент. Следват девет дена на пищни банкети, представления и тържества. На 7 ноември в Марсилия Климент издига четирима нови кардинали, всичките французи. Той също така провежда отделни лични срещи с Франсоа I и Карл V. Дъщерята на Карл V, Маргарита Пармска, трябва да се омъжи за роднината или сина на Климент – херцог Алесандро де Медичи през 1536 г.
Според историка на Медичите Пол Стратърн бракът на Катерина с член на френското кралско семейство и издигането на Алесандро до херцог на Флоренция и бракът му с представителка на Хабсбургите, „беляза може би най-значимата повратна точка в историята на семейство Медичи – издигането до благородничество във Флоренция и присъединяването към френското кралско семейство. Без ръководната ръка на Климент VII Медичите никога не биха успели да постигнат върховете на величието, които тепърва предстоят" през следващите векове.

#### Управление на Папската държава
На 25 януари 1525 г. Климент VII дава позволение на доминиканците от манастира във Форли да отслужва литургията на блажения Джакомо Саломони винаги, когато през годината тяхната преданост ги подтикне да направят това. Това позволение се смята за важно в историята на църковните празници, дотолкова че е най-старото, спомената от Бенедикт XIV в документа De canonizatione.
През 1532 г. папата завладява морската Анконска република с умела прикрита маневра: изграждането за сметка на папата на крепост с господстваща позиция над града и пристанището служи като троянски кон за завземане на властта за една нощ и пресичане на опитите за възстановяване на изгубената свобода в зародиш. Парите, платени на папата от кардинала, който би бил папски легат на града, служат за попълване на папската хазна, изтощена от разграбването на Рим.

#### Покровител на изкуството и културата
Климент VII получава най-доброто хуманистично образование за своето време. Израснал в двореца на Медичите, той е свидетел на много философски разговори, срещи с художници и поети. Има развит усет към изкуството.
В периодите, когато не трябва да се посвещава на управлението на Църквата, Климент VII е щедър покровител на изкуствата. Той често поддържа връзка с художниците чрез своя камерхер Пиетро Джовани Алиоти, което също го принуждава да прави неприятни молби за доставка на произведенията. И Микеланджело, и Бенвенуто Челини се оплакват от Алиоти. Връщайки се в Рим след престоя си в Орвието, той възлага на Микеланджело да направи фреските в Сикстинската капела със Страшния съд, като лично ръководи работата. В Лорето той нарежда да бъде разрушена защитната стена на Светата базилика на Лорето, заменена с мраморна облицовка.
Той коментира и издава всички произведения на Хипократ. Покровителства учения Лъв Африкански, роден мюсюлманин и кръстен от папа Лъв X през 1520 г. Ученият посвещава най-важната си работа на папата – „Описанието на Африка и забележителните неща, които се намират там'“ (Венеция, 1550 г.).
През 1531 г. папа Климент VII основава Университета в Гранада (Испания) и одобрява назначаването на професори в Университета в Инголщат (Бавария).
След като научава за теорията на Николай Коперник за Слънчевата система, той узнава, че един от нейните най-авторитетни поддръжници е немският теолог Йохан Албрехт Видманщетер, негов личен секретар. Той му възлага да изнесе публична лекция във Ватикана на същата тема, която предизвиква интереса както на папата, така и на присъстващите кардинали.
Поръчва на Рафаело последния му шедьовър „Преображение“, който остава недовършен заради ранната му смърт. Покровителства и ювелира Бенвенуто Челини, който пристига в Рим в годината, когато Джулио е избран за папа.
Сред произведенията, създадени в Рим при Климент VII са развитието на Ватиканската библиотека, продължаването на строителството на базиликата Свети Петър и завършването на работата по Кортиле ди Сан Дамазо и Вила „Мадама“.

### Смърт
Връщайки се от сватбата на племенницата си Катерина де Медичи (1533 г.) Климент VII се заразява отново с болестта, която го поразява през 1529 г. и която често се завръща. Той се връща в Рим на 10 декември 1533 г. с треска и оплаквания от стомашни проблеми. Той е болен от месеци и „остарява бързо“. Стратърн пише: „черният му дроб отказваше и кожата му пожълтя; той също загуби зрението на едното си око и стана частично сляп с другото." Той е толкова болен в началото на август 1534 г., че кардинал Агостино Тривулцио пише на крал Франсоа I, че лекарите на папата се страхуват за живота му. На 23 септември 1534 г. Климент пише дълго прощално писмо до император Карл V.  Той също така потвърждава, само дни преди смъртта си, че Микеланджело трябва да нарисува „Страшния съд“ над олтара на Сикстинската капела.
Папата умира в Рим на 25 септември 1534 г. на 56-годишна възраст. Погребан е в базиликата „Свети Петър“ и по-късно е прехвърлено в гробницата на базиликата „Санта Мария сопра Минерва“ в Рим, проектирана от Бачо Бандинели. Мавзолеят му е поставен срещу този на братовчед му Лъв X и е проектиран от Антонио да Сангало Младия.
Биографът на Климент Емануил Родоканаки пише, „в съответствие с обичая от онези времена, хората приписват смъртта му на отрова“ - по-специално на отравяне със зелена мухоморка. Симптомите на Климент и продължителността на заболяването му не подкрепят тази хипотеза.
Според друга теория – дело на канадския есеист Джо Шварц, той би могло да е бил убит чрез поставяне на арсен в свещ, която носи на процесия, вдишвайки силно токсичните изпарения.

### Други
- ((it)) Clemènte VII papa, на Treccani.it – Enciclopedie on line, Istituto dell'Enciclopedia Italiana
- ((it)) Carlo Capasso, CLEMENTE VII, papa, в Enciclopedia Italiana, vol. 10, Roma, Istituto dell'Enciclopedia Italiana, 1931
- ((it)) Adriano Prosperi, CLEMENTE VII, papa, в Dizionario biografico degli italiani, vol. 26, Roma, Istituto dell'Enciclopedia Italiana, 1982
- ((it)) Clemente VII Papa, в Dizionario di storia, Istituto dell'Enciclopedia Italiana, 2010
- ((en)) Clement VII, в Enciclopedia Britannica
- ((it)) Papa Clemente VII, на BeWeb, Conferenza Episcopale Italiana
- ((it)) Papa Clemente VII, в Storia e Memoria di Bologna, Comune di Bologna
- ((en)) Papa Clemente VII, в Catholic Encyclopedia, Robert Appleton Company
- ((en)) David M. Cheney, Papa Clemente VII, в Catholic Hierarchy
- ((en)) Salvador Miranda, MEDICI, Giulio de', на fiu.edu – The Cardinals of the Holy Roman Church, Florida International University